# Quốc ca Cộng hòa Kazakhstan
Quốc ca Cộng hòa Kazakhstan (tiếng Kazakh: Қазақстан Республикасының Мемлекеттік Әнұраны, Qazaqstan Respýblıkasynyń Memlekettik Ánurany) là một bài quốc ca cũ của Kazakhstan. Nó được sử dụng từ năm 1992 đến năm 1996. Vào ngày 7 tháng 1 năm 2006, nó được thay thế bởi "Meniñ Qazaqstanım".
Khi Kazakhstan giành độc lập từ Liên Xô vào tháng 12 năm 1991, phần nhạc của quốc ca CHXHCNXV Kazakhstan - được sáng tác bởi Mukan Tulebayev, Yevgeny Brusilovsky và Latif Khamidi - đã được giữ lại; và lời bài hát mới đã được thông qua vào năm 1992 sau một cuộc thi dài. Lời bài hát được viết chung bởi bốn người, bao gồm nhà thơ Zhadyra Daribayeva, một trong số ít phụ nữ đã từng tham gia viết một bài quốc ca.

## Lời

### Tiếng Kazakh
| Ký tự Cyrill | Ký tự Latinh | Chuyển tự IPA |
| I Жаралған намыстан қаһарман халықпыз, Азаттық жолында жалындап жаныппыз. Тағдырдың тезінен, тозақтың өзінен Аман-сау қалыппыз, аман-сау қалыппыз. Қайырмасы: Еркіндік қыраны шарықта, Елдікке шақырып тірлікте! Алыптың қуаты – халықта, Халықтың қуаты – бірлікте! II Ардақтап анасын, құрметтеп данасын, Бауырға басқанбыз баршаның баласын. Татулық, достықтың киелі бесігі Мейірбан Ұлы Отан, қазақтың даласы! Қайырмасы III Талайды өткердік, өткенге салауат, Келешек ғажайып, келешек ғаламат! Ар-ождан, ана тіл, өнеге-салтымыз, Ерлік те, елдік те ұрпаққа аманат! Қайырмасы | I Jaralǵan namystań qaharman halyqpyz, Azattyq jolynda jalyndap janyppyz. Taǵdyrdyń tezinen, tozaqtyń ózinen Aman-saý qalyppyz, aman-saý qalyppyz. Qaıyrmasy: Erkindik qyrany sharyqta, Eldikke shaqyryp tirlikte! Alyptyń qýaty – halyqta, Halyqtyń qýaty – birlikte! II Ardaqtap anasyn, qurmettep danasyn, Baýyrǵa basqanbyz barshanyń balasyn. Tatýlyq, dostyqtyń kıeli besigi – Meıirban Uly Otan, qazaqtyń dalasy! Qaıyrmasy III Talaıdy ótkerdik, ótkenge salaýat, Keleshek ǵajaıyp, keleshek ǵalamat! Ar-ojdan, ana til, ónege-saltymyz, Erlik te, eldik te urpaqqa amanat! Qaıyrmasy | I [ʒɑrɑɫˈʁɑn nɑməˈstɑn qɑhɑrˈmɑn χɑɫəqˈpəz \|] [ɑzɑtˈtəq ʒʷʊɫənˈdɑ ʒɑɫənˈdɑp ʒɑnəpˈpəz ‖] [tɑʁdərˈdəŋ tʲɘzɘˈnʲɘn \| tʷʊzɑqˈtəŋ øzɘˈnʲɘn] [ɑmɑnˈsɑw qɑɫəpˈpəz \| ɑmɑnˈsɑw qɑɫəpˈpəz ‖] [qɑjərˈmɑsə] [jɘrkɘnˈdɘk qərɑˈnə \| ʃɑrəqˈtɑ \|] [jɘldɘkˈkʲɘ ʃɑqəˈrəp tɘrlɘkˈtʲɘ ‖] [ɑɫəpˈtəɴ qʊwɑˈtə \| χɑɫəqˈtɑ \|] [χɑɫəqˈtəɴ qʊwɑˈtə \| bɘrlɘkˈtʲɘ ‖] II [ɑrdɑqˈtɑp ɑnɑˈsən \| qʊrmʲɘtˈtʲɘp dɑnɑˈsən \|] [bɑwərˈʁɑ bɑsqɑnˈbəz bɑrʃɑˈnəŋ bɑɫɑˈsən ‖] [tɑtʊwˈɫəq \| dʷʊstəqˈtəŋ kɘjɘˈlɘ bʲɘsɘˈgɘ \|] [mʲɘjɘrˈbɑn ʊˌɫəwʊˈtɑn \| qɑzɑqˈtəŋ dɑɫɑˈsə ‖] [qɑjərˈmɑsə] III [tɑɫɑwˈdə øtkʲɘrˈdɘk \| øtkʲɘnˈgʲɘ sɑɫɑˈwɑt \|] [kʲɘlʲɘˈɕɘk ʁɑʒɑˈjəp \| kʲɘlʲɘˈɕɘk ʁɑɫɑˈmɑt ‖] [ɑrwʊʒˈdɑn \| ɑˈnɑ tɘl \| ønʲɘˈgʲɘ sɑɫtəˈməz \|] [jɘrˈlɘk tʲɘ \| jɘlˈdɘk tʲɘ ʊrpɑqˈqɑ ɑmɑˈnɑt ‖] [qɑjərˈmɑsə] |

### Dịch sang tiếng Việt
| I Chúng ta là một dân tộc dũng cảm, con trai của danh dự, Và tất cả chúng ta đã hy sinh để có được tự do. Nổi lên từ sự kìm kẹp của số phận, từ ngọn lửa địa ngục, Chúng ta đã có một chiến thắng của vinh quang và thành công. Điệp khúc: Bay lên, đại bàng tự do, Kêu gọi sự đoàn kết! Sức mạnh, sức mạnh của những anh hùng - nhân dân, Sức mạnh, sức mạnh của nhân dân - trong sự đoàn kết! II Tôn trọng quê hương, tôn vinh thiên tài của nhân dân, Trong thời khắc khó khăn, chúng ta đã mở rộng vòng tay cho tất cả. Thảo nguyên Kazakhstan - quê hương yêu dấu. Cái nôi thiêng liêng của tình bạn và tình đoàn kết. Điệp khúc III Chúng ta đã vượt qua những khó khăn, để quá khứ phục vụ bài học cay đắng Nhưng phía trước chúng ta phải đối mặt với một tương lai rạng rỡ. Ngôn ngữ mẹ đẻ, truyền thống và chủ quyền của chúng ta Chúng ta vượt qua, như là nhiệm vụ, cho các thế hệ tiếp theo! Điệp khúc |